# Collegiata di San Bartolomeo
La collegiata di San Bartolomeo, in francese Collégiale Saint-Barthélemy è una chiesa storica, cattolica, della città di Liegi, in Belgio.
Rappresenta un esempio notevole dell'architettura romanica secondo lo stile mosano, ancora di forte influenza ottoniana.

## Storia e descrizione

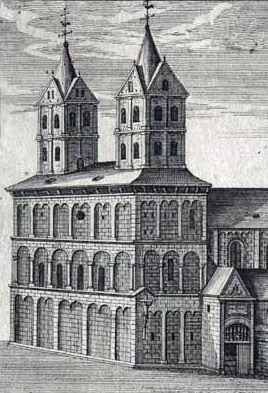
Il Westwerk nel 1735.

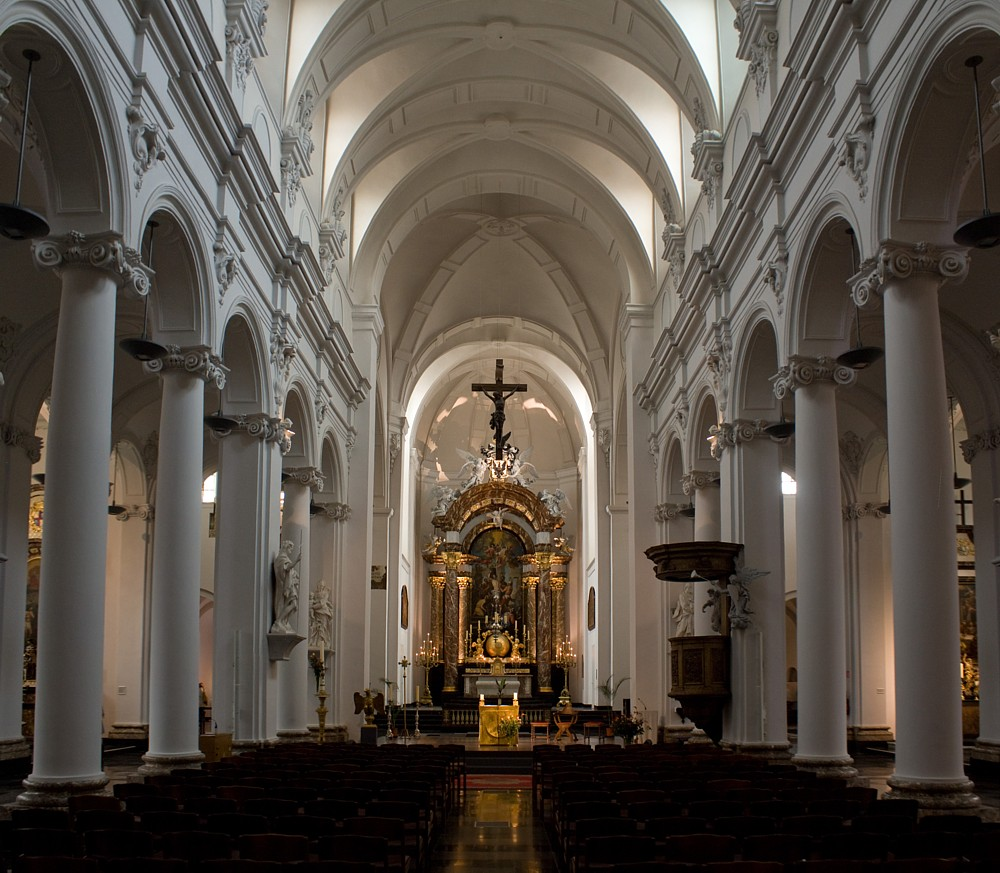
l'interno della collegiata.

Venne fondata nel 1010 da Godescalc de Morialmé, gran prevosto della Cattedrale di San Lamberto, fuori le mura cittadine.
All'epoca in questo luogo sorgeva già una chiesa dedicata a San Servazio, dotata di un Capitolo di dodici canonici.
La nuova collegiata venne consacrata nel 1015 dal vescovo di Liegi Balderico II, successore di Notgerio. Dopo il 1025 il vescovo Réginard aggiunse 8 canonici a quelli già esistenti e nel 1043, il vescovo Wazone di Liegi ne porterà il numero a trenta.
In una charta del 1078, Hermengarde, parente del vescovo Henri de Verdun, dona alla collegiata due mulini, due birrerie e notevoli privilegi.
La chiesa, presenta una pianta a croce egizia, con piedicroce a tre navate e transetto nella cui parte orientale si aprono l'abside quadrangolare affiancata da due cappelle per lato. Il massiccio insieme, di architettura romanica secondo lo stile mosano, presenta ancora una forte influenza ottoniana. Venne costruito a partire dal coro piatto, terminato alla fine dell'XI secolo. Il transetto e tre campate vennero erette all'inizio del XII secolo e, infine, l'avancorpo occidentale, o westwerk con le due torri gemelle di tipo renano, venne compiuto fra il 1170 e il 1185.
Nel XVII secolo Mathieu Laensbergh, canonico di San Bartolomeo, sarà il primo autore dell'Almanach de Liège.
Nel corso dei secoli l'edificio venne rimaneggiato. Nel 1701 si realizzò le volte in laterizi, fino ad allora in legno, e nel 1706 si modificò il coro inscrivendovi l'abside circolare attuale, e lungo il XVIII secolo l'edificio venne ampiamente ristrutturato. Il Westwerk venne aperto con la creazione di un portale neoclassico, al posto delle due aperture laterali d'origine; tra il 1735 e il 1748 il piedicroce venne ampliato con l'aggiunta delle due navate laterali esterne e l'interno fu ridecorato secondo le ultime tendenze del tardo-barocco francese.
San Bartolomeo era una delle sette chiese collegiate di Liegi (insieme a San Pietro, Santa Croce, San Paolo, San Giovanni, San Dionigi e San Martino), che insieme alle altre fu soppressa nel 1797. In seguito venne destinata a magazzino militare e infine resa nuovamente al culto nel 1803 come chiesa parrocchiale.
Dal 1993 al 2006 il complesso venne sottoposto a una profonda campagna di restauri.

## Fonte Battesimale

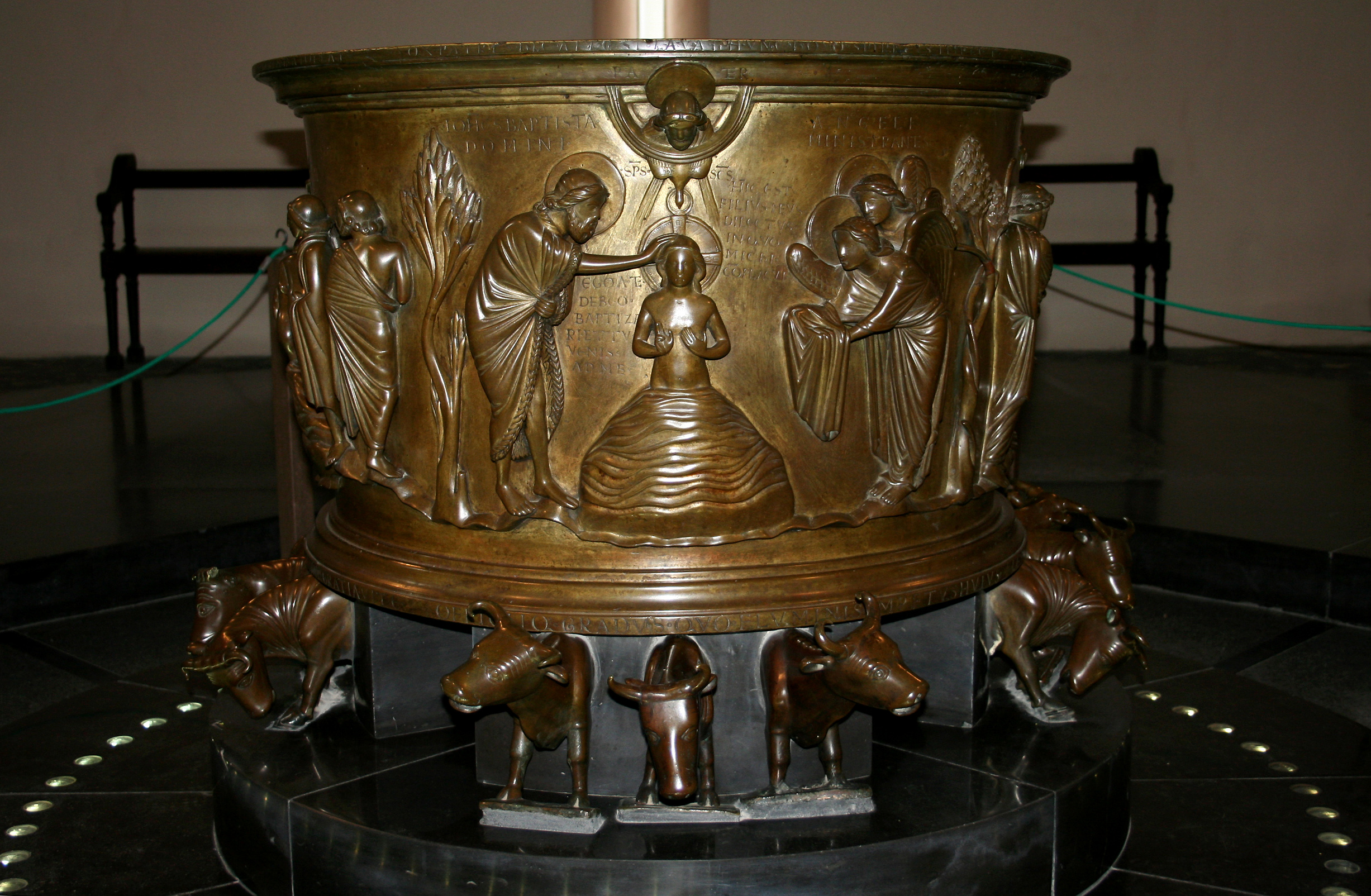
Il Fonte Battesimale di Renier De Huy.

La chiesa conserva il prezioso fonte battesimale, considerato una delle Sette meraviglie del Belgio. Capolavoro dell'arte mosana, venne eseguito fra il 1107 e il 1118 da Renier de Huy, e si compone di un cilindro bronzeo di 80 cm di diametro per 60 cm di altezza, intorno al quale si svolgono cinque Scene del Battesimo con figure in altorilievo e simbolismi.
L'opera poggia su uno zoccolo circolare da cui escono dodici figure in bronzo a tutto tondo di buoi, a rappresentare i dodici apostoli. 
Venne realizzato per la chiesa adiacente alla vecchia cattedrale di San Lamberto, detta Notre-Dame-au-Fonts, che andò distrutta insieme alla cattedrale nel 1796. Nascosta durante la Rivoluzione francese, venne installata nella sede attuale nel 1804.